# NGC 402
NGC 402 – gwiazda o jasności 15,5m znajdująca się w gwiazdozbiorze Ryb. Na niebie widoczna w pobliżu galaktyki NGC 403. Skatalogował ją Lawrence Parsons 7 października 1874 roku, błędnie sądząc, że to obiekt typu „mgławicowego”.